# 인데펜덴시아시

인데펜덴시아 시의 위치

인데펜덴시아시(스페인어: Independencia)는 베네수엘라 미란다 주의 지방 자치체로 행정 중심지는 산타테레사델투이이며 면적은 284km2, 인구는 160,899명(2007년 기준)이다.